# B. Traven
B. Traven (alemán: [ˈbeː ˈtʁaːvn̩]; Bruno Traven, en algunas fuentes) era el seudónimo de un novelista, supuestamente alemán, cuyo nombre real, nacionalidad, fecha y lugar de nacimiento y detalles de biografía están sujetos a disputa. Una certeza sobre la vida de Traven es que vivió durante años en México, donde también se desarrolla la mayor parte de su ficción, incluido El tesoro de Sierra Madre (1927), cuya adaptación cinematográfica ganó tres premios de la Academia en 1949.

## Identidad
Prácticamente todos los detalles de la vida de Traven han sido cuestionados y debatidos acaloradamente. Hay muchas hipótesis sobre la verdadera identidad de B. Traven.

### Ret Marut
Un nombre más comúnmente identificado con Traven es Ret Marut, un actor de teatro y anarquista alemán, que había editado un periódico anarquista en Alemania llamado Del Ziegelbrenner (El quemador de ladrillos). Marut era un seudónimo y probablemente derivado de la mitología hindú. Su carrera como actor y más tarde panfletista ha sido rastreada desde 1907 por Rolf Recknagel y en detalle por Jan-Christophe Hauschild.
Después de problemas con la policía, Marut declaró a las autoridades alemanas que había nacido en los Estados Unidos y que era ciudadano estadounidense. (Esto lo habría dejado exento del servicio militar en Alemania, ya que los Estados Unidos eran un país neutral en ese momento). Marut solicitó dos veces un pasaporte estadounidense, afirmando haber nacido en San Francisco (probablemente sabiendo que todos los registros de la ciudad habían sido destruidos en el incendio y terremoto de 1906). Ambas solicitudes fueron rechazadas.
En 1923 Marut fue a Inglaterra y navegó desde Liverpool a bordo del Megantic a Quebec, donde las autoridades le negaron la entrada y lo enviaron de regreso en el siguiente barco. El 19 de agosto de 1923, Marut llegó a Londres, donde fue detenido y encarcelado como extranjero sin permiso de residencia en la prisión de Brixton, Londres, el 30 de noviembre de 1923. 

### Otto Feige
Interrogado por la policía británica, Marut testificó que su verdadero nombre era Hermann Otto Albert Maximilian Feige y que había nacido el 23 de febrero de 1882 en Schwiebus, Provincia de Brandeburgo, Alemania (hoy Świebodzin, Polonia). Después de trabajar como mecánico en Magdeburgo, en el verano de 1906 Feige se convirtió en el jefe del sindicato de trabajadores metalúrgicos en Gelsenkirchen. En septiembre de 1907 abandonó la ciudad y se convirtió en Ret Marut, actor nacido en San Francisco. Comenzó su carrera en Idar (hoy Idar-Oberstein).
Ret Marut estuvo recluido en la prisión de Brixton hasta el 15 de febrero de 1924. Después de su liberación en la primavera de 1924, fue al consulado de los Estados Unidos en Londres y pidió la confirmación de su ciudadanía estadounidense. Afirmó que había nacido en San Francisco el 25 de febrero de 1882, de padres William Marut y Helena Marut, afirmando que había abordado un barco cuando tenía diez años y desde entonces había viajado por todo el mundo, pero ahora quería establecerse y poner su vida en orden. Los funcionarios del consulado no tomaron en serio esta historia.

### Traven Torsvan
Después de su liberación de la prisión de Londres, Ret Marut viajó de Europa a México. La mayoría de los investigadores también identifican a B. Traven con la persona llamada Traven Torsvan que vivió en México desde al menos 1924. Torsvan alquiló una casa de madera al norte de Tampico en 1924 donde se quedó y trabajó con frecuencia hasta 1931. Más tarde, a partir de 1930, vivió durante 20 años en una casa con un pequeño restaurante en las afueras de Acapulco desde donde partió en sus viajes por México.
En 1930 Torsvan recibió una tarjeta de identificación de extranjero como el ingeniero estadounidense Traven Torsvan (en muchas fuentes también aparece otro nombre suyo: Berick o Berwick) y en 1942 una cédula de identidad mexicana. En ambos documentos el lugar y fecha de nacimiento era en Chicago el 5 de marzo de 1890. Recibió la ciudadanía mexicana el 3 de septiembre de 1951.
En 1933, el escritor envió los manuscritos en inglés de sus tres novelas, El barco de la muerte, El tesoro de Sierra Madre y Puente en la selva, a la editorial Alfred A. Knopf de la ciudad de Nueva York para su publicación, alegando que estos eran las versiones originales de las novelas y que las versiones alemanas publicadas anteriormente eran solo traducciones de ellas.
Las obras de B. Traven también disfrutaron de una gran popularidad en el propio México. Una persona que contribuyó a ello fue Esperanza López Mateos, hermana de Adolfo López Mateos, luego presidente de México, quien tradujo ocho libros de Traven al español a partir de 1941. En los años siguientes actuó como su representante en los contactos con las editoriales.

### Hal Croves
El éxito comercial de la novela El tesoro de Sierra Madre, publicada en inglés por Knopf en 1935, indujo a la productora de Hollywood Warner Bros. a comprar los derechos cinematográficos en 1941. John Huston fue contratado para dirigir, pero el ataque japonés a Pearl Harbour provocó una interrupción en el trabajo hasta después de la guerra.
En 1946, Houston quedó con B. Traven en el Hotel Bamer de la Ciudad de México para discutir los detalles de la filmación. Sin embargo, en lugar del escritor, un hombre desconocido apareció en el hotel y se presentó como Hal Croves. Croves mostró un supuesto poder notarial de Traven, en el que el escritor lo autorizaba a decidir en su nombre todo lo relacionado con el rodaje de la novela. Croves también estuvo presente en la siguiente reunión en Acapulco y más tarde, como asesor técnico, en el lugar durante el rodaje de la película en México en 1947. En este punto, el misterioso comportamiento del escritor y su supuesto agente hizo creer a muchos miembros del equipo que Croves era Traven disfrazado.
Tras finalizar el rodaje de la película en el verano de 1947 actuó como escritor y supuesto representante de B. Traven, en nombre de quien negoció la publicación y filmación de sus libros con editoriales y productoras cinematográficas. Rosa Elena Luján se convirtió en secretaria de Croves en 1952 y se casaron en San Antonio, Texas, el 16 de mayo de 1957. Después de la boda, se mudaron a la Ciudad de México, donde crearon la Agencia Literaria R.E. Luján.
Hal Croves murió en la Ciudad de México el 26 de marzo de 1969. El mismo día, su esposa anunció en una conferencia de prensa que el verdadero nombre de su esposo era Traven Torsvan Croves, que había nacido en Chicago el 3 de mayo de 1890, hijo de Burton Torsvan de ascendencia noruega y Dorothy Croves de ascendencia anglosajona. Afirmó que también había usado los seudónimos B. Traven y Hal Croves durante su vida. Ella leyó esta información del testamento de su esposo, que había sido redactado por él tres semanas antes de su muerte (el 4 de marzo). Traven Torsvan Croves también era el nombre del certificado de defunción oficial del escritor; sus cenizas, luego de la cremación, fueron esparcidas desde un avión sobre la selva del estado de Chiapas.
En su entrevista para el International Herald Tribune del 8 de abril de 1969 Rosa Elena Luján aseguró que los padres de su esposo habían emigrado de Estados Unidos a Alemania tiempo después del nacimiento de su hijo.

## Obras
B. Traven es autor de doce novelas, un libro de reportajes y varios cuentos, en los que los temas sensacionalistas y de aventuras se combinan con una actitud crítica hacia el capitalismo. Las obras más conocidas de B. Traven incluyen las novelas El barco de la muerte de 1926, El tesoro de Sierra Madre de 1927, y las llamadas Jungle Novels, también conocidas como Caoba cyclus. Las novelas de la selva son un grupo de seis novelas (incluidas La carreta y Gobierno), publicadas entre los años 1930 y 1939 y ambientadas en los pueblos indígenas de México justo antes y durante la Revolución Mexicana a principios del siglo XX.
Las novelas y cuentos de Traven se hicieron muy populares ya en el período de entreguerras y mantuvieron esta popularidad después de la Segunda Guerra Mundial; también fueron traducidos a muchos idiomas. La mayoría de los libros de B. Traven se publicaron primero en alemán y sus ediciones en inglés aparecieron más tarde; sin embargo, el autor siempre afirmó que las versiones en inglés eran las originales y que las versiones en alemán eran solo sus traducciones. Los estudiosos de Traven tratan principalmente esta afirmación como una distracción o una broma, aunque hay quienes la aceptan como real:
- Salario amargo (Los recolectores de algodón), 1926
- El barco de la muerte, 1926
- El tesoro de Sierra Madre, 1927
- Puente en la selva, 1929
- La rosa blanca, 1929
- La carreta, 1931,
- Gobierno, 1931
- Marcha al imperio de la caoba, 1933
- La creación del sol y la luna, 1934
- Trozas, 1936
- La rebelión de los colgados, 1936
- El general, tierra y libertad, 1939
- Macario, 1950
- Aslan Norval, 1960

Sus cuentos se recogieron principalmente en la antología Der busch, que se publicó en 1928. Fue reeditada dos años después con ocho piezas adicionales.

## Adaptaciones al cine
- El tesoro de Sierra Madre. Película estadounidense de 1948, escrita y dirigida por John Huston. Protagonizada por Humphrey Bogart. Ganadora de 3 Óscares y 3 Globos de Oro.

- La rebelión de los colgados. Película mexicana de 1954, dirigida por Alfredo B. Crevenna. Protagonizada por Pedro Armendáriz.
- Canasta de cuentos mexicanos. Película mexicana de 1955, dirigida por Julio Bracho, con guion de Juan de la Cabada.

- Macario. Película mexicana de 1960, guion y dirección de Roberto Gavaldón. Protagonizada por Ignacio López Tarso y Pina Pellicer. Primer filme mexicano que fue nominado al Oscar a la mejor película extranjera.

- Rosa Blanca. Película mexicana de 1961, guion y dirección de Roberto Gavaldón. Protagonizada por Ignacio López Tarso y Rita Macedo. Sufrió la censura y no fue estrenada hasta 1972.

- Días de otoño. Película mexicana de 1962, dirección de Roberto Gavaldón y guion de Julio Alejandro, con la colaboración de Emilio Carballido. Protagonizada por Ignacio López Tarso y Pina Pellicer. La historia se basa en el cuento Frustración, publicado en La creación del sol y de la luna (1999).